# Consolat General d'Ucraïna a Barcelona
El Consolat General d'Ucraïna a Barcelona (en ucraïnès: Генеральне консульство України в Барселоні) és la missió diplomàtica d'Ucraïna ubicada a la ciutat de Barcelona. Es troba en el número 185 del Carrer de Numància, al districte de les Corts. D'ençà del gener de 2021, Artem Oleksandrovitx Vorobiov és el cònsol general ucraïnès.